# Oortminimum
Das Oortminimum war eine Periode geringer Sonnenaktivität im Zeitraum 1010 bis 1140, mit enger Definition 1040 bis 1080.

## Etymologie
Das Minimum der solaren Aktivität ist nach dem niederländischen Astronomen Jan Hendrik Oort benannt.

## Einführung

Die Sonnenaktivität der letzten 2000 Jahre

Rekonstruktionen der Sonnenaktivität für das gesamte Holozän zeigen, dass die Sonne in den letzten 10.000 Jahren rund 70 % in einem Normalzustand verbrachte, der durch mittlere Aktivität gekennzeichnet ist. 15 bis 20 % des Zeitraumes fallen auf Minima mit geringer und die restlichen 10 bis 15 % auf Maxima mit sehr hoher Aktivität. Hieraus lässt sich erkennen, dass die Sonne sich unregelmäßig verhält und der Verlauf ihrer Aktivität nicht durch quasi-periodische Prozesse beschrieben werden kann.
Große Minima wie beispielsweise das Maunderminimum des späten 17. Jahrhunderts sind typische solare Phänomene. Im Holozän konnten bisher insgesamt 27 solcher Minima identifiziert werden. Ihr zeitliches Auftreten ist nicht periodisch, sondern legt vielmehr einen chaotischen Verlauf nahe. Sie sind in Clustern angeordnet, die durch eine 2000- bis 2500-jährige Ruhepause voneinander getrennt sind.
Es gibt zwei Arten von großen Minima: kurzzeitige Minima des Maunder-Typs und längerfristige Minima des Spörer-Typs. Der zeitliche Verlauf dieser Minima kann bis zu einem gewissen Grad von modernen, stochastisch-angetriebenen Dynamomodellen reproduziert werden, es gibt aber hierbei noch einige ungelöste Probleme.
Die Sonnenaktivität nach 1940 war außergewöhnlich hoch und entspricht einem großen Maximum, ein typisches aber dennoch  recht selten und unregelmäßig auftretendes Ereignis im Verhalten der Sonne. Dieses Maximum ging jetzt nach dem Sonnenzyklus 23 zu Ende. Im Gegensatz zu großen Minima ähneln die Maxima einem unregelmäßigen Poisson-Prozess.

## Beschreibung

^{14}C als Indikator der Sonnenaktivität der letzten 1100 Jahre.

Das Oortminimum, ein längerer Zeitraum unterdurchschnittlicher solarer Aktivität (ein Minimum des Maunder-Typs), liegt kurz vor Beginn des eigentlichen  Mittelalterlichen Maximums, das zwischen 1150 und 1300 (alternativ auch etwas früher zwischen 1100 und 1250) Bestand hatte. Es folgt auf ein im Intervall 920 bis 1020 gelegenes kleineres Maximum, das von einigen Autoren bereits mit in das Mittelalterliche Maximum einbezogen wird.
Da der Zeitraum lange vor der Beobachtung von Sonnenflecken liegt, lässt sich das Minimum nur indirekt durch Proxydaten wie den 14C-Gehalt in Baumringen oder den 10Be-Gehalt in Eisbohrkernen nachweisen. Die gemessene Amplitude des Minimums beträgt rund 10 ‰ δ 14C ; so finden beispielsweise Usoskin und Kollegen (2008) für das Oortminimum eine von – 15 bis - 5 ‰ δ 14C. reichende Amplitude Umgerechnet auf die rekonstruierte Anzahl der Sonnenflecken entspricht diese Amplitude einer Variation von 5 bis 30 Sonnenflecken für 14C (als Vergleich: die Amplitude der Sonnenflecken für den vorletzten Zyklus 23 betrug 120) und 7 bis 40 für 10Be.

## Parameter
| Anomalie                  | Zeitraum  | Sonnenfleckenanzahl (rekonstruiert) | Radioflussdichte W/m² x nm | Sonnenwind km/s |
| ------------------------- | --------- | ----------------------------------- | -------------------------- | --------------- |
| Oortminimum               | 1090–1140 | 24,00 ± 20,00                       | 82,70 ± 32,10              | 406,00 ± 15,00  |
| Mittelalterliches Maximum | 1140–1200 | 53,00 ± 38,30                       | 112,40 ± 55,20             | 428,00 ± 28,70  |
| Wolfminimum               | 1300–1386 | 0,46 ±1,87                          | 58,50 ± 9,60               | 388,30 ± 1,40   |
| Spörerminimum             | 1410–1515 | 0,06 ± 0,59                         | 58,09 ± 8,20               | 388,00 ± 0,40   |
| Maunderminimum            | 1641–1715 | 3,56 ± 8,72                         | 61,70 ± 17,60              | 390,70 ± 6,50   |
| Daltonminimum             | 1790–1825 | 26,10 ± 23,40                       | 84,80 ± 36,10              | 407,60 ± 17,60  |
| Modernes Maximum          | 1900–1999 | 57,54 ± 36,45                       | 117,10 ± 53,20             | 431,10 ± 27,40  |

## Klimatische Auswirkungen
Das Oortminimum dürfte für das Weltklima generell eine leichte Abkühlung mit sich gebracht haben. Es stellt somit eine Unterbrechung der relativ warmen Temperaturen des Mittelalterlichen Maximums dar. Im Vergleich zu den drei nach dem Mittelalterlichen Maximum folgenden Minima (Wolfminimum, Spörerminimum und Maunderminimum) ist es aber deutlich schwächer. Dies zeigt sich bereits an der erhöhten Sonnenfleckenanzahl und an den Parametern Radioflussdichte und Sonnenwindstärke, die beide ebenfalls höher liegen. So beträgt die solare Radioflussdichte bei einer Wellenlänge von 10,7 Zentimeter für das Oortminimum 82,70 ± 32,10, für das Mittelalterliche Maximum 112,40 ± 55,20 und für das heutige Maximum 117,10 ± 53,60 (Einheit in Watt/Quadratmeter x Nanometer); der Sonnenwind beläuft sich für das Oortminimum auf 406,00 ± 15,00, für das Mittelalterliche Maximum auf 428,00 ± 28,70 und für das heutige Maximum auf 431,10 ± 27,40 (Einheit in Kilometer/Sekunde). Das heutige Maximum übertrifft somit sogar noch das Mittelalterliche Maximum an Intensität.
Das Oortminimum ähnelt seinerseits jedoch viel mehr dem zwischen 1790 und 1825 gelegenen Daltonminimum, das nahezu identische Parameter aufweist (84,80 ± 36,10 und 407,60 ±17,60). Die anderen drei Minima haben wesentlich tiefere Werte und sind daher klimatisch auch stärker ausgeprägt (deutlichere Abkühlung).
In Europa bemerken Guiot und Kollegen (2010) für den Zeitraum 1030 bis 1070 einen Abkühlungstrend in Nord- und Osteuropa.
Für den Zeitraum des Oortminimums sind keine riesigen Vulkanausbrüche bekannt; eine Eruption bei 1030 erreichte einen Klimaantrieb durch Aerosoleintrag von 5 Watt/Quadratmeter, der Rest sind kleinere Ausbrüche mit < 3 Watt/Quadratmeter. Die Eruption von 1030 stammt möglicherweise vom Ätna, der zwischen 950 und 1062 in eine Phase voluminöser Vulkantätigkeit getreten war (mit Ausbrüchen um 1000, 1020, 1030 und 1062). Um das Jahr 1000 ist ferner ein Ausbruch mit Calderaeinsturz am Ceboruco in Mexiko datiert worden. Dieser Ausbruch wird von Nelson (1980) auch etwas später (1020 bzw. 1030) angesetzt.